# Pyrinia icterata
Pyrinia icterata är en fjärilsart som beskrevs av Felder och Alois Friedrich Rogenhofer 1873. Pyrinia icterata ingår i släktet Pyrinia och familjen mätare. Inga underarter finns listade.